# Carolyne Barry
Carolyne Barry (eigentlich Carole Stuppler; * 20. Juli 1943 in Brooklyn, New York City; † 16. Juni 2015 in Los Angeles) war eine US-amerikanische Tänzerin, Schauspielerin, Schauspiellehrerin und Casting-Direktorin.

## Leben
Carolyne Barry beteiligte sich von 1964 bis 1965 als Tänzerin und Sängerin an der Fernsehshow Shindig!.
Sie hatte 1965 ihren ersten Fernsehauftritt in der Serie Mr. Novak. Weitere Rollen spielte sie in Serien wie zum Beispiel Raumschiff Enterprise (1967), Solo für O.N.C.E.L. (1967), Here Come the Brides (1968–1970), FBI (1971), Der Chef (1971), Hotel (1986), Der Denver-Clan (1987) und California Clan (1987).
Ihren ersten Filmauftritt hatte sie 1966 in Out of Sight. 1976 spielte sie in Dark August an dem sie sich auch als Drehbuchautorin beteiligte.
Von 1983 bis 1989 betrieb Carolyne Barry die Professional Artist Group in der sie sich als Schauspiellehrerin und Casting-Direktorin betätigte. Seit 1982 ist die Carolyne Barry Workshops eine der erfolgreichsten Schauspielschulen in Los Angeles. Barry und ihre Kollegen trainierten tausende von professionellen Schauspielern. Auch schrieb sie Trainings-Programme für angehende Schauspieler, sowie ein Buch namens Hit The Ground Running.

## Filmografie

### Filme
- 1966: Out of Sight
- 1972: Stand Up and Be Counted
- 1976: Dark August

### Fernsehserien
- 1965: Mr. Novak (eine Folge)
- 1965: The Patty Duke Show (eine Folge)
- 1967: Raumschiff Enterprise (Star Trek, eine Folge)
- 1967: Hey, Landlord (eine Folge)
- 1967: Solo für O.N.C.E.L. (The Man from U.N.C.L.E., eine Folge)
- 1968–1970: Here Come the Brides (zehn Folgen)
- 1970: Love, American Style (eine Folge)
- 1970: Julia (eine Folge)
- 1971: FBI (The F.B.I., eine Folge)
- 1971: Der Chef (Ironside, eine Folge)
- 1978: The Bob Newhart Show (eine Folge)
- 1983: Small & Frye (eine Folge)
- 1983: The Paper Chase (eine Folge)
- 1986: Hotel (eine Folge)
- 1987: J.J. Starbuck (eine Folge)
- 1987: Der Denver-Clan (Dynasty, zwei Folgen)
- 1987: California Clan (Santa Barbara, eine Folge)
- 1988: Raumschiff Enterprise: Das nächste Jahrhundert (Star Trek: The Next Generation, eine Folge)